# Dexron

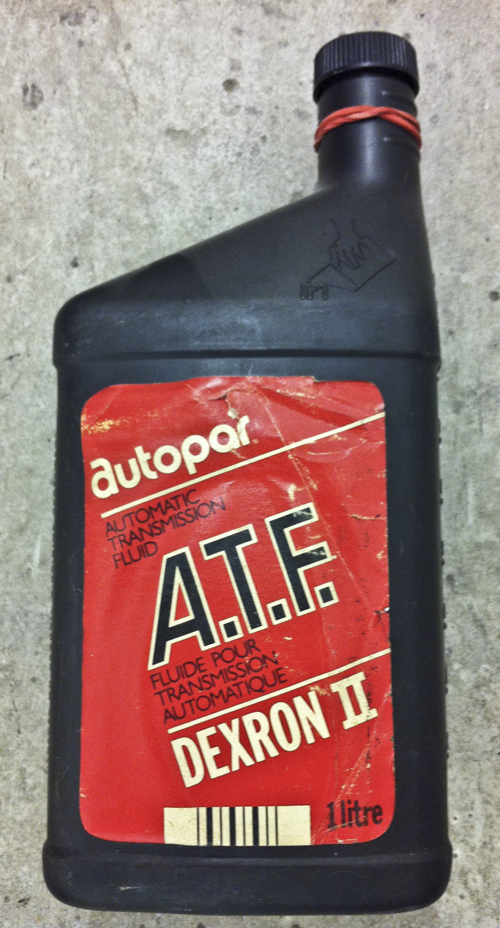
Ein Gebinde 1 Liter Dexron II Flüssigkeit aus den 1980er Jahren, unter dem Markennamen „AutoPar“ von Chrysler Canada, gehandelt.

Dexron ist ein registrierter Markenname und eine Reihe von technischen Spezifikationen von Automatikgetriebeölen (ATF), die von General Motors (GM) erstellt wurden und von anderen Herstellern unter Lizenz hergestellt und vertrieben wird.
Anfangs bezeichnete Dexron ausschließlich Automatikgetriebeöle, später spezifizierte GM auch Getriebeöle unter diesem Namen.

## Automatikgetriebeöle
Das ursprüngliche Dexron Automatikgetriebeöl wurde 1968 eingeführt. Über die Jahre wurde der Begriff Dexron um die Spezifikationen Dexron-II, Dexron-IIE, Dexron-III, und Dexron-VI erweitert. GM hatte mit der Zeit die Spezifikationen überarbeitet, so dass die neueren Öle nicht unbedingt mit älteren abwärtskompatibel waren. So wurde Dexron-IV nie vermarktet, da die Anforderungen durch frühere Standards erfüllt wurden.

### Dexron
Im ersten Dexron Öl wurde, wie bei seinem Vorgänger Typ-A/Suffix-A, Walöl als Friktionsadditiv zur Veränderung der Reibeigenschaften benutzt. Der Endangered Species Act, den der Kongress der Vereinigten Staaten zum Artenschutz verabschiedete, verbot den Import von Walöl, worauf die Zusammensetzung des Öls geändert werden musste.

### Dexron-II, IID und IIE
Dexron-II wurde im Jahr 1972 eingeführt. Es verwendete Friktionsadditive wie Jojobaöl. Nachdem das Öl an den Lötverbindungen von GM-Ölkühlern Korrosionsprobleme verursachte, wurden dem Öl Korrosionsinhibitoren beigemischt. Das daraus entstandene Produkt wurde 1975 als Dexron-IID spezifiziert. Nachdem erkannt wurde, dass die Korrosionsinhibitoren das Öl hygroskopisch machten, was in Automatikgetrieben kein wesentliches Problem darstellte, aber das Öl Dexron-IID für die Verwendung in anderen Hydrauliksystemen unattraktiv machte, die es bisher übernommen hatten, musste erneut nachgebessert werden. Das weiterentwickelte Öl mit verminderten hygroskopischen Eigenschaften bekam die Spezifikation Dexron-IIE, bei GM: GM6137M.

### Dexron-III, IIIG und IIIH
1993 gab GM die Ölspezifikation Dexron-III heraus, interne Spezifikation: GM6417M, später GMN10055. Dexron-III ist abwärtskompatibel zu früheren Ölen mit der Spezifikationen Dexron und seinem Vorgänger Typ-A/Suffix-A. Lizenznehmende Ölhersteller kodieren die entsprechenden Produkte in der Regel mit DX III oder DX-III.
Dexron-IIIG
Die Spezifikation Dexron-IIIG wurde optimiert für Rotationsverdichter, die bei niederen Temperaturen betreiben werden, sowie Servolenkungen und Getriebe von GM und Ford, die nach 1997 gefertigt wurden.
Dexron-IIIH
Dexron-IIIH erschien 2003 und ersetzte Dexron-IIIG mit verbesserten Friktionsadditiven, Oxidationshemmer, Entschäumer, haltbarerem Basisöl.
Dexron-IV
Ist die Spezifikation für ein Öl, das es nie gab. Die Bestrebungen diesen weiterentwickelten Standard einzuführen wurden von der Unternehmensleitung bei GM nicht vollständig akzeptiert und die Arbeiten daran eingestellt. In Folge gab es kleinere Verbesserungen an der existierenden Spezifikation Dexron-III.

### Dexron-VI
Die Spezifikation für Dexron-VI wurde im Jahr 2005 herausgegeben, wurde aber erst 2006 in den Werken von GM als Erstbefüllung der Automatikgetriebe eingesetzt. Alle Lizenzen auf Dexron-III wurden Ende 2006 dauerhaft zurückgezogen und GM unterstützte seither ausschließlich Öle mit Dexron-VI Spezifikation für die Benutzung in den Automatikgetrieben. Einige Hersteller behaupten, ihre Öle erfüllen weiterhin den Standard Dexron-III, verkaufen sie aber weiterhin unter Namen wie Dex oder Merc. Diese Öle sind nicht durch GM unterstützt oder reguliert.
Dexron-VI hat im neuen Zustand mit maximal 6,4 cSt bei 100 °C eine wesentlich geringere Viskosität im verglichen mit früheren Dexron Ölen. Dexron III liegt bei 7,5 cSt. Der Verlust der Viskosität durch Scherung, der im Betrieb auf das Automatikgetriebeöl entsteht, ist bei Dexron VI geringer, da der niederste spezifizierte zulässige Wert bei 5,5 cSt liegt und den sich Dexron III und VI identisch teilen. Die Spezifikation der geringeren Viskosität ist den Anforderungen eines geringeren Kraftstoffverbrauchs geschuldet. Damit wird die parasitäre Reibung in den Automatikgetrieben verringert. Seitdem durch die Spezifikation Dexron VI ein stärkeres Ausdünnen (Abfall der Viskosität) untersagt ist, als es bei Dexron III noch innerhalb der Nutzungsdauer zulässig ist, bedarf dies stabilerer Grundöle (Basisöle) mit einer besseren Resistenz gegen Scherung. Die Spezifikation GMW16444, die dies definiert löste die Spezifikation GMN10060 ab.